# Мулканэка
Мулканэка — река в России, протекает по территории Итум-Калинского района Чеченской Республики. Длина реки составляет 13 км. Площадь водосборного бассейна — 61,2 км².
Начинается в горах к востоку от истоков Мартана.
Течёт в общем юго-восточном направлении вдоль южных склонов хребта Гумуртаиркорт через село Гухой. На левом берегу находится урочище Коттой с достопримечательностью — гробницей святого Ибарагима Хаджи (Зиярат Ибрагим-Хаджи).
Устье реки находится в 77,5 км по левому берегу реки Аргун напротив села Ушкалой.
Основной приток — река Шосмэхк — впадает справа.

## Данные водного реестра
По данным государственного водного реестра России относится к Западно-Каспийскому бассейновому округу, водохозяйственный участок реки — Сунжа от города Грозный до впадения реки Аргун. Речной бассейн реки — Реки бассейна Каспийского моря междуречья Терека и Волги.
Код объекта в государственном водном реестре — 07020001212108200005955.